# الرصاصة لا تزال في جيبي (فلم)
الرصاصة لا تزال في جيبي فيلم مصري أنتج عام 1974 وهو من بطولة ومشاركة كل من الفنانين محمود ياسين وحسين فهمي ويوسف شعبان وصلاح السعدني ونجوى إبراهيم كثاني أفلامها بعد فيلم الأرض، وسعيد صالح وعبد المنعم إبراهيم وحياة قنديل.
الموسيقى التصويرية من تأليف عمر خورشيد وقصة إحسان عبد القدوس الذي نال بسببها جائزة أحسن قصة وسيناريو وحوار رمسيس نجيب ورأفت الميهي. وكان المنتج المنفذ محسن علم الدين والفيلم من إخراج حسام الدين مصطفى.

## قصة الفيلم
لجأ المجند الشاب محمد إلى غزة عند أحد الفلسطينيين من الذين يساعدون المقاتلين على الاختفاء حتى تتاح لهم سبل الفرار والعودة إلى أوطانهم. وهناك التقى سائس الخيل مروان الأخرس. يشعر محمد بأن مروان يمكن أن يكون جاسوسا يعمل لصالح إسرائيل، ولكنه ينجح بالفرار بحرا ويعود بعد حرب 1967 إلى بلدته محطما يائسا بعد أن رأى مقتل رفاقه جميعا أمام ناظريه.
يستقبله أهل قريته بفتور، وكأنه المسؤول عن هذه النكسة. يقابل فاطمة ابنة عمه ويعرف أن عباس رئيس الجمعية التعاونية الذي يستغل الفلاحين ويطلق الشعارات المزيفة يريد الزواج منها، ويسانده في ذلك عمه إبراهيم والد فاطمة. يعرض عباس الزواج على فاطمة ويترك القرية، ويحل محله عبد الحميد الذي يعطى للناس حرية الكلام. يصمم محمد على الانتقام من عباس لشرف ابنة عمه.
يشترك محمد في حرب الاستنزاف ضد إسرائيل وأثنائها يقابل مروان ويعرف بانه كان يتعامل مع العدو لصالح الوطن.
يتفق محمد مع العم على الزواج من فاطمة، ولكن تنشب حرب أكتوبر ويتم العبور ويعود محمد محملا على الأكتاف ويتزوج فاطمة وهو لايزال يحمل الرصاصة.

## بطولة
- محمود ياسين : (محمد)
- نجوى إبراهيم : (فاطمة)
- حسين فهمي : (مروان)
- يوسف شعبان : (عباس)
- عبد المنعم إبراهيم : (عزوز)
- سعيد صالح : (خليل)
- صلاح السعدني : (روؤف)
- محيي إسماعيل
- أحمد الجزيري : (عبد الله - والد فاطمة)
- إحسان شريف : (والدة محمد)
- حياة قنديل : (زينب)